# Пйонтек-Великий
Пйонтек-Великий (пол. Piątek Wielki) — село в Польщі, у гміні Ставішин Каліського повіту Великопольського воєводства.
Населення — 341 особа (2011).
У 1975-1998 роках село належало до Каліського воєводства.

## Демографія
Демографічна структура станом на 31 березня 2011 року:
|          | Загалом | Допрацездатний вік | Працездатний вік | Постпрацездатний вік |
| -------- | ------- | ------------------ | ---------------- | -------------------- |
| Чоловіки | 177     | 31                 | 127              | 19                   |
| Жінки    | 164     | 27                 | 104              | 33                   |
| Разом    | 341     | 58                 | 231              | 52                   |